# Liste des lieux-dits du comté d'Albert
Voici la liste des localités du comté d'Albert. Cette liste est destinée à accueillir tous les lieux-dits, hameaux et quartiers du comté d'Albert, au Nouveau-Brunswick, de manière à les situer dans leur municipalités respectives. Les archives provinciales du Nouveau-Brunswick recensent 198 lieux, auxquels s'ajoutent quelques-uns recensés par des chercheurs comme William Francis Ganong et Paul Surette.
- Haut – A
- B
- C
- D
- E
- F
- G
- H
- I
- J
- K
- L
- M
- N
- O
- P
- Q
- R
- S
- T
- U
- V
- W
- X
- Y
- Z

| Nom                                   | Gouvernement local                                                | Localisation                 | Type                                                                                            |
| ------------------------------------- | ----------------------------------------------------------------- | ---------------------------- | ----------------------------------------------------------------------------------------------- |
| Albert,                               | Fundy Albert                                                      | 45° 44′ 54″ N, 64° 44′ 35″ O | Regroupé à Riverside-Albert                                                                     |
| Albert Mines                          | Fundy Albert                                                      | 45° 52′ 05″ N, 64° 39′ 47″ O | Hameau                                                                                          |
| Albert Quarry                         | Fundy Albert                                                      | 45° 52′ 05″ N, 64° 39′ 47″ O | Ancien nom d'Albert Mines                                                                       |
| Alma                                  | Fundy Albert                                                      | 45° 36′ 06″ N, 64° 56′ 38″ O | Village                                                                                         |
| Alma West                             | Fundy Albert                                                      | 45° 36′ 02″ N, 64° 57′ 00″ O | Village fantôme, faisant désormais partie du parc national de Fundy                             |
| Alma, paroisse de                     | Fundy Albert, Sud-Est, district rural du                          | 45° 38′ 17″ N, 64° 59′ 57″ O | Paroisse civile et ancien DSL                                                                   |
| Andersons Hollow                      | Fundy Albert                                                      | 45° 38′ 01″ N, 64° 50′ 04″ O | Regroupé à Waterside                                                                            |
| Babineau                              | Riverview                                                         |                              | Village détruit en 1758                                                                         |
| Baltimore                             | Fundy Albert                                                      | 45° 53′ 01″ N, 64° 49′ 00″ O | Hameau                                                                                          |
| Baltimore Station                     | Fundy Albert                                                      | 45° 53′ 01″ N, 64° 49′ 00″ O | Hameau                                                                                          |
| Bannister                             | Salisbury                                                         | 45° 58′ 02″ N, 65° 01′ 00″ O | Ancien nom de Middlesex                                                                         |
| Barrettsholme                         | Fundy Albert                                                      | 45° 44′ 07″ N, 64° 55′ 59″ O | Village fantôme, faisant désormais partie du parc national de Fundy                             |
| Beach Hill                            | Fundy Albert                                                      | 45° 54′ 34″ N, 64° 45′ 02″ O | Autre orthographe de Beech Hill                                                                 |
| Beaman Settlement                     | Three Rivers                                                      |                              | Village fantôme                                                                                 |
| Beaver Brook                          | Fundy Albert                                                      | 45° 41′ 56″ N, 64° 47′ 27″ O | Hameau                                                                                          |
| Beech Hill                            | Fundy Albert                                                      | 45° 54′ 34″ N, 64° 45′ 02″ O | Hameau                                                                                          |
| Beeman Road                           | Three Rivers                                                      |                              | Autre nom de Beaman Settlement                                                                  |
| Berryton                              | Fundy Albert                                                      | 45° 53′ 10″ N, 64° 52′ 24″ O | Hameau                                                                                          |
| Blackwood                             | Sud-Est, district rural du                                        | ?                            | Village fantôme                                                                                 |
| Blackney                              | Three Rivers                                                      |                              | Gare                                                                                            |
| Boars Back                            | Three Rivers                                                      |                              | Ancien nom de Church Hill                                                                       |
| Bray's Corner                         | Fundy Albert                                                      |                              | Regroupé à Little Ridge                                                                         |
| Bridgedale                            | Riverview                                                         | 46° 04′ 02″ N, 64° 44′ 44″ O | Quartier                                                                                        |
| Brookton                              | Fundy Albert                                                      |                              | Ancien nom de Brookville                                                                        |
| Brookville,                           | Fundy Albert                                                      | 45° 42′ 55″ N, 64° 47′ 46″ O | Hameau                                                                                          |
| Butland Settlement                    | Fundy Albert                                                      | 45° 36′ 02″ N, 65° 00′ 01″ O | Village fantôme, faisant désormais partie du parc national de Fundy                             |
| Caledonia                             | Fundy Albert                                                      |                              | Ancien nom de Caledonia Mountain                                                                |
| Caledonia Mountain                    | Fundy Albert                                                      |                              | Hameau                                                                                          |
| Caledonia Road                        | Fundy Albert                                                      |                              | Village fantôme                                                                                 |
| Caledonia Settlement,                 | Fundy Albert                                                      |                              | Ancien nom de Caledonia Mountain                                                                |
| Calkins Creek                         | Fundy Albert                                                      | 45° 50′ 59″ N, 64° 38′ 58″ O | Ancien nom de Demoiselle Creek                                                                  |
| Canada Settlement                     | Fundy Albert                                                      |                              | Village fantôme                                                                                 |
| Cap-de-Moselle Creek                  | Fundy Albert                                                      | 45° 50′ 59″ N, 64° 38′ 58″ O | Ancien nom de Demoiselle Creek                                                                  |
| Cap-des-Demoiselles                   | Fundy Albert                                                      |                              | Village détruit durant la bataille de Petitcoudiac (1755)                                       |
| Cape                                  | Fundy Albert                                                      |                              | Ancienne gare                                                                                   |
| Cape Enrage                           | Fundy Albert                                                      |                              | Hameau                                                                                          |
| Cape Station                          | Fundy Albert                                                      | 45° 48′ 16″ N, 64° 36′ 33″ O | Hameau                                                                                          |
| Centreville                           | Fundy Albert                                                      | 45° 54′ 52″ N, 64° 38′ 23″ O | Regroupé à Surrey, désormais un quartier d'Hillsborough                                         |
| Chemical Road                         | Fundy Albert                                                      |                              | Hameau                                                                                          |
| Cherryvale,                           | Salisbury                                                         |                              | Regroupé avec Grub Road                                                                         |
| Chester,                              | Fundy Albert                                                      |                              | Hameau                                                                                          |
| Chipoudy                              | Fundy Albert                                                      |                              | Village détruit durant la bataille de Petitcoudiac (1755)                                       |
| Church Hill                           | Three Rivers                                                      |                              | Hameau                                                                                          |
| Churchill                             | Three Rivers                                                      |                              | Regroupé à Hillside                                                                             |
| Churchs Corner                        | Three Rivers                                                      |                              | Hameau                                                                                          |
| Coleman Corner                        | Fundy Albert                                                      |                              | Hameau                                                                                          |
| Collier Mountain                      | Three Rivers                                                      |                              | Village fantôme                                                                                 |
| Colpitts,                             | Salisbury                                                         |                              | Hameau                                                                                          |
| Colpitts Settlement                   | Salisbury                                                         |                              | Hameau                                                                                          |
| Coverdale                             | Salisbury                                                         | 46° 02′ 50″ N, 64° 53′ 29″ O | Hameau                                                                                          |
| Coverdale                             | Salisbury                                                         |                              | Ancien nom de Colpitts Settlement                                                               |
| Coverdale                             | Salisbury                                                         |                              | Nom de l'ancienne gare de Synton                                                                |
| Coverdale, paroisse de                | Fundy Albert, Salisbury, Three Rivers, Sud-Est, district rural du | 46° 01′ 35″ N, 64° 51′ 43″ O | Paroisse civile et ancien DSL                                                                   |
| Crossman                              | Sud-Est, district rural du                                        | 46° 01′ 41″ N, 64° 46′ 29″ O | Regroupé à Pine Glen                                                                            |
| Curryville                            | Fundy Albert                                                      | 45° 50′ 22″ N, 64° 38′ 01″ O | Hameau                                                                                          |
| Daniel,                               | Fundy Albert                                                      |                              | Ancienne gare                                                                                   |
| Dawson Settlement                     | Fundy Albert                                                      | 45° 56′ 47″ N, 64° 45′ 10″ O | Hameau                                                                                          |
| Demoiselle Creek                      | Fundy Albert                                                      | 45° 50′ 59″ N, 64° 38′ 58″ O | Hameau                                                                                          |
| Dennis Beach                          | Fundy Albert                                                      | 45° 38′ 01″ N, 64° 50′ 04″ O | Regroupé à Waterside                                                                            |
| Derrys Corner                         | Fundy Albert                                                      |                              | Lieu-dit                                                                                        |
| Dorn                                  | Fundy Albert, Sud-Est, district rural du                          | 45° 42′ 09″ N, 65° 00′ 59″ O | Autre nom de New Ireland, un village fantôme faisant désormais partie du parc national de Fundy |
| Dowling Road                          | Fundy Albert                                                      | ?                            | Village fantôme, faisant désormais partie du parc national de Fundy                             |
| Dutch Village                         | Fundy Albert                                                      | 45° 55′ 33″ N, 64° 38′ 51″ O | Ancien nom d'Hillsborough                                                                       |
| Edgetts Landing                       | Fundy Albert                                                      |                              | Hameau                                                                                          |
| Elgin                                 | Three Rivers                                                      | 45° 47′ 50″ N, 65° 06′ 33″ O | Village                                                                                         |
| Elgin, paroisse de                    | Salisbury, Three Rivers, Sud-Est, district rural du               | 45° 53′ 34″ N, 64° 50′ 04″ O | Paroisse civile et ancien DSL                                                                   |
| Elgin Road                            | Fundy Albert                                                      | ?                            | ?                                                                                               |
| Ferndale                              | Three Rivers                                                      |                              | Hameau                                                                                          |
| Fir Grove                             | Fundy Albert                                                      |                              | Village fantôme                                                                                 |
| Five Points,                          | Salisbury                                                         | 46° 01′ 15″ N, 65° 00′ 48″ O | Hameau                                                                                          |
| Flint Hill Settlement                 | Three Rivers                                                      |                              | Village fantôme                                                                                 |
| Forest Dale Settlement                | Fundy Albert                                                      |                              | ?                                                                                               |
| Forest Hill,                          | Three Rivers                                                      |                              | Hameau                                                                                          |
| Fourche-à-Crapaud                     |                                                                   |                              | Ancien nom de Turtle Creek                                                                      |
| Fundy, parc national de               | Fundy Albert                                                      |                              | Parc national                                                                                   |
| Fundy Albert                          | Fundy Albert                                                      | 45° 36′ 04″ N, 64° 56′ 44″ O | Village                                                                                         |
| Galway                                | Three Rivers                                                      |                              | Regroupé à Ross Corner                                                                          |
| Garland                               | Three Rivers                                                      |                              | Autre nom de Garland Mountain                                                                   |
| Garland Corner                        | Three Rivers                                                      |                              | Autre nom de Garland Mountain                                                                   |
| Garland Mountain                      | Three Rivers                                                      |                              | Village fantôme                                                                                 |
| German Brook                          | Fundy Albert                                                      |                              | ?                                                                                               |
| German Village                        | Fundy Albert                                                      | 45° 55′ 33″ N, 64° 38′ 51″ O | Ancien nom d'Hillsborough                                                                       |
| Germantown                            | Fundy Albert                                                      |                              | Hameau                                                                                          |
| Golden's Mountain                     | Three Rivers                                                      |                              | Autre nom de Gowland Mountain                                                                   |
| Goshen,                               | Three Rivers                                                      |                              | Hameau                                                                                          |
| Gowland Mountain                      | Three Rivers                                                      |                              | Hameau                                                                                          |
| Graves Settlement                     | Three Rivers                                                      | ?                            | ?                                                                                               |
| Grindstone Island                     | Fundy Albert                                                      | 45° 43′ 19″ N, 64° 37′ 15″ O | Village fantôme sur l'île aux Meules                                                            |
| Grub Road                             | Salisbury                                                         |                              | Hameau                                                                                          |
| Gunningsville                         | Riverview                                                         | 46° 04′ 22″ N, 64° 46′ 06″ O | Quartier                                                                                        |
| Harrison Settlement                   | Three Rivers                                                      |                              | Hameau                                                                                          |
| Harvey,                               | Fundy Albert                                                      |                              | Hameau                                                                                          |
| Harvey Bank                           | Fundy Albert                                                      | 45° 44′ 05″ N, 64° 41′ 41″ O | Hameau                                                                                          |
| Harvey Corner                         | Fundy Albert                                                      | ?                            | ?                                                                                               |
| Harvey, paroisse de                   | Fundy Albert                                                      | 45° 43′ 00″ N, 64° 46′ 46″ O | Paroisse civile et ancien DSL                                                                   |
| Hastings                              | Fundy Albert                                                      | 45° 36′ 01″ N, 64° 59′ 00″ O | Village fantôme, faisant désormais partie du parc national de Fundy                             |
| Hebron                                | Fundy Albert                                                      | 45° 38′ 00″ N, 64° 54′ 01″ O | Quartier d'Alma                                                                                 |
| Hillsborough                          | Fundy Albert                                                      | 45° 55′ 33″ N, 64° 38′ 51″ O | Village                                                                                         |
| Hillsborough, paroisse de             | Fundy Albert                                                      | 45° 54′ 57″ N, 64° 42′ 00″ O | Paroisse civile et ancien DSL                                                                   |
| Hillside,                             | Three Rivers                                                      |                              | Hameau                                                                                          |
| Hiram                                 | Fundy Albert                                                      |                              | Regroupé à Osborne Corner                                                                       |
| Hopewell                              | Fundy Albert                                                      | 45° 46′ 13″ N, 64° 39′ 23″ O | Ancien nom de Shepody                                                                           |
| Hopewell Cape                         | Fundy Albert                                                      |                              | Hameau                                                                                          |
| Hopewell Corner                       | Fundy Albert                                                      | 45° 44′ 53″ N, 64° 44′ 34″ O | Ancien nom d'Albert, regroupé à Riverside-Albert                                                |
| Hopewell Hill                         | Fundy Albert                                                      |                              | Hameau                                                                                          |
| Hopewell, paroisse de                 | Fundy Albert, Sud-Est, district rural du                          | 45° 50′ 01″ N, 64° 42′ 59″ O | Paroisse civile et ancien DSL                                                                   |
| Hopper                                | Salisbury                                                         | 45° 56′ 09″ N, 64° 58′ 57″ O | Hameau                                                                                          |
| Irving Settlement                     | Fundy Albert                                                      | 45° 53′ 01″ N, 64° 49′ 00″ O | Ancien nom de Baltimore                                                                         |
| Isaiah Corner                         | Fundy Albert                                                      | 45° 54′ 12″ N, 64° 42′ 56″ O | Lieu-dit                                                                                        |
| Kay Settlement,                       | Three Rivers                                                      |                              | Hameau                                                                                          |
| Kent Settlement                       | Sud-Est, district rural du                                        |                              | Village fantôme                                                                                 |
| Kerry                                 | Fundy Albert                                                      | 45° 42′ 09″ N, 65° 00′ 59″ O | Regroupé à New Ireland, un village fantôme faisant désormais partie du parc national de Fundy   |
| Lake District                         | Sud-Est, district rural du                                        |                              | Autre nom de Lake Road                                                                          |
| Lake Road                             | Sud-Est, district rural du                                        |                              | Hameau                                                                                          |
| Le Cran                               | Fundy Albert                                                      | 45° 59′ 36″ N, 64° 42′ 25″ O | Ancien nom de Stoney Creek                                                                      |
| Little Ridge,                         | Fundy Albert                                                      |                              | Hameau                                                                                          |
| Little River                          | Salisbury                                                         |                              | Ancien nom de Colpitts Settlement                                                               |
| Little River                          | Salisbury                                                         |                              | Hameau                                                                                          |
| Little Rocher,                        | Fundy Albert                                                      | 45° 37′ 51″ N, 64° 48′ 23″ O | Regroupé à Waterside                                                                            |
| Livingstone Lake                      | Fundy Albert                                                      |                              | Quartier d'Alma                                                                                 |
| Long Island                           | Fundy Albert                                                      |                              | Hameau                                                                                          |
| Lowell                                | Fundy Albert                                                      |                              | Regroupé à Midway                                                                               |
| Lower Cape,                           | Fundy Albert                                                      | 45° 49′ 27″ N, 64° 35′ 27″ O | Hameau                                                                                          |
| Lower Coverdale                       | Fundy Albert                                                      | 46° 02′ 14″ N, 64° 42′ 58″ O | Hameau                                                                                          |
| Lower Germantown                      | Fundy Albert                                                      |                              | Probablement un ancien nom de Beaver Brook                                                      |
| Lower Hillsborough                    | Fundy Albert                                                      | 45° 54′ 52″ N, 64° 38′ 23″ O | Regroupé à Surrey, désormais un quartier d'Hillsborough                                         |
| Lower Turtle Creek                    | Sud-Est, district rural du                                        | 46° 00′ 33″ N, 64° 52′ 26″ O | Hameau                                                                                          |
| Lower Village                         | Fundy Albert                                                      | 45° 55′ 33″ N, 64° 38′ 51″ O | Ancien nom d'Hillsborough                                                                       |
| Lumsden Settlement                    | Sud-Est, district rural du                                        |                              | Village fantôme                                                                                 |
| Lumsden                               | Sud-Est, district rural du                                        |                              | Ancien nom de Lumsden Settlement, un village fantôme                                            |
| Mapleton,                             | Three Rivers                                                      |                              | Hameau                                                                                          |
| Maritime Education Company Settlement | Fundy Albert                                                      |                              | Regroupé à Rosevale                                                                             |
| Marys Point                           | Fundy Albert                                                      |                              | Hameau                                                                                          |
| McHenry Station                       | Fundy Albert                                                      |                              | Regroupé à Curryville                                                                           |
| McKay's Hill                          | Fundy Albert                                                      | « près d'Albert Mines »      | ?                                                                                               |
| McNair Settlement                     | Sud-Est, district rural du                                        |                              | Village fantôme                                                                                 |
| Meadow                                | Three Rivers                                                      |                              | Hameau                                                                                          |
| Memel Settlement                      | Fundy Albert                                                      |                              | Hameau                                                                                          |
| Memel                                 | Fundy Albert                                                      |                              | Ancien nom de Memel Settlement                                                                  |
| Middle Coverdale                      | Riverview                                                         | 46° 02′ 52″ N, 64° 50′ 41″ O | Quartier                                                                                        |
| Middle Land                           | Three Rivers                                                      |                              | Autre nom de Midland                                                                            |
| Middlesex                             | Salisbury                                                         | 45° 58′ 02″ N, 65° 01′ 00″ O | Hameau                                                                                          |
| Midland                               | Three Rivers                                                      |                              | Hameau                                                                                          |
| Midway                                | Fundy Albert                                                      |                              | Hameau                                                                                          |
| Mineral Hill                          | Fundy Albert                                                      |                              | Village fantôme                                                                                 |
| Mitchells Corner                      | Fundy Albert                                                      | 45° 36′ 55″ N, 65° 01′ 29″ O | Lieu-dit                                                                                        |
| Mountville                            | Fundy Albert                                                      |                              | Hameau                                                                                          |
| New Horton                            | Fundy Albert                                                      |                              | Hameau                                                                                          |
| New Ireland                           | Fundy Albert, Sud-Est, district rural du                          | 45° 42′ 09″ N, 65° 00′ 59″ O | Village fantôme, faisant désormais partie du parc national de Fundy                             |
| New Ireland Road                      | Fundy Albert, Sud-Est, district rural du                          | 45° 42′ 09″ N, 65° 00′ 59″ O | Regroupé à New Ireland, un village fantôme faisant désormais partie du parc national de Fundy   |
| Niagara,                              | Sud-Est, district rural du                                        | 46° 01′ 41″ N, 64° 46′ 29″ O | Autre nom de Pine Glen                                                                          |
| Ninevah                               | Three Rivers                                                      |                              | Hameau                                                                                          |
| Nixon,                                | Salisbury                                                         |                              | Hameau                                                                                          |
| Osborne Corner                        | Fundy Albert                                                      | 45° 54′ 17″ N, 64° 47′ 27″ O | Hameau                                                                                          |
| Parkindale                            | Three Rivers                                                      |                              | Hameau                                                                                          |
| Passmore                              | Fundy Albert                                                      |                              | Ancien nom d'Harvey Corner                                                                      |
| Petitcoudiac                          | Fundy Albert                                                      |                              | Village détruit durant la bataille de Petitcoudiac (1755)                                       |
| Pine Glen                             | Sud-Est, district rural du                                        | 46° 01′ 41″ N, 64° 46′ 29″ O | Hameau                                                                                          |
| Plaster Quarries                      | Fundy Albert                                                      | « près d'Hillsborough »      | Village fantôme                                                                                 |
| Pleasant Mountain                     | Sud-Est, district rural du                                        |                              | Village fantôme                                                                                 |
| Pleasant Vale                         | Three Rivers                                                      |                              | Hameau                                                                                          |
| Point                                 | Fundy Albert                                                      | « près d'Harvey Bank »       | ?                                                                                               |
| Point Park                            | Riverview                                                         | 46° 04′ 38″ N, 64° 45′ 22″ O | Quartier                                                                                        |
| Point Wolfe                           | Fundy Albert                                                      | 45° 33′ 13″ N, 65° 00′ 46″ O | Village fantôme, faisant désormais partie du parc national de Fundy                             |
| Portage Vale                          | Three Rivers                                                      |                              | Hameau                                                                                          |
| Price                                 | Salisbury                                                         | 46° 00′ 48″ N, 64° 59′ 45″ O | Hameau                                                                                          |
| Prosser Brook                         | Three Rivers                                                      |                              | Hameau                                                                                          |
| Riverview                             | Three Rivers                                                      |                              | Hameau                                                                                          |
| Riverside                             | Fundy Albert                                                      | 45° 45′ 10″ N, 64° 43′ 39″ O | Regroupé à Riverside-Albert                                                                     |
| Riverside-Albert                      | Fundy Albert                                                      | 45° 44′ 57″ N, 64° 44′ 13″ O | Village                                                                                         |
| Riverview                             | Riverview                                                         | 46° 03′ 49″ N, 64° 48′ 19″ O | Ville                                                                                           |
| Riverview Heights,                    | Riverview                                                         | 46° 03′ 45″ N, 64° 47′ 34″ O | Quartier                                                                                        |
| Rosevale                              | Fundy Albert                                                      | 45° 51′ 06″ N, 64° 50′ 56″ O | Hameau                                                                                          |
| Roshea                                | Fundy Albert                                                      | 45° 38′ 01″ N, 64° 50′ 04″ O | Regroupé à Waterside                                                                            |
| Ross Corner                           | Three Rivers                                                      |                              | Hameau                                                                                          |
| Round Hill                            | Fundy Albert                                                      |                              | Village fantôme                                                                                 |
| Roxburgh                              | Fundy Albert, Sud-Est, district rural du                          |                              | Village fantôme                                                                                 |
| Salem,                                | Fundy Albert                                                      | 45° 55′ 01″ N, 64° 42′ 04″ O | Hameau                                                                                          |
| Salem Station                         | Fundy Albert                                                      |                              | Point ferroviaire                                                                               |
| Salisbury                             | Salisbury                                                         | 46° 01′ 15″ N, 65° 00′ 48″ O | Village                                                                                         |
| Salmon River                          | Fundy Albert                                                      |                              | Ancien nom d'Alma                                                                               |
| Shenstone                             | Fundy Albert                                                      | 45° 53′ 56″ N, 64° 43′ 57″ O | Hameau                                                                                          |
| Shepody                               | Fundy Albert                                                      |                              | Hameau                                                                                          |
| Sherman Road                          | Sud-Est, district rural du                                        |                              | Autre nom de Sherman Settlement, regroupé à Kent Settlement, un village fantôme                 |
| Sherman Settlement                    | Sud-Est, district rural du                                        |                              | Regroupé à Kent Settlement, désormais un village fantôme                                        |
| Sinclair Hill                         | Fundy Albert                                                      |                              | Quartier d'Alma                                                                                 |
| Sproul Settlement                     | Three Rivers                                                      |                              | Village fantôme                                                                                 |
| Square Lake                           | Fundy Albert                                                      |                              | Quartier d'Alma                                                                                 |
| Steeves Mills                         | Fundy Albert                                                      | 45° 56′ 00″ N, 64° 48′ 01″ O | Hameau                                                                                          |
| Steevescote                           | Fundy Albert                                                      | 45° 56′ 05″ N, 64° 42′ 10″ O | Hameau                                                                                          |
| Stevens                               | Fundy Albert                                                      |                              | Regroupé à Midway                                                                               |
| Stoney Creek                          | Fundy Albert                                                      | 45° 59′ 36″ N, 64° 42′ 25″ O | Hameau                                                                                          |
| Stony Creek Station                   | Fundy Albert                                                      | 45° 57′ 34″ N, 64° 45′ 05″ O | Point ferroviaire                                                                               |
| Surrey                                | Fundy Albert                                                      | 45° 54′ 52″ N, 64° 38′ 23″ O | Quartier d'Hillsborough                                                                         |
| Synton                                | Salisbury                                                         | 46° 00′ 48″ N, 64° 58′ 12″ O | Hameau                                                                                          |
| Teahans Corner                        | Fundy Albert                                                      | 45° 42′ 38″ N, 64° 57′ 18″ O | Hameau                                                                                          |
| Three Rivers                          | Three Rivers                                                      | 45° 47′ 50″ N, 65° 06′ 33″ O | Village                                                                                         |
| Thriftyville                          | Three Rivers                                                      | « près de Little River »     | ?                                                                                               |
| Tingley                               | Fundy Albert                                                      |                              | Regroupé à Midway                                                                               |
| Tingley Town                          | Fundy Albert                                                      |                              | Surnom de Tignley, regroupé à Midway                                                            |
| Turtle Creek                          | Sud-Est, district rural du                                        | 45° 57′ 46″ N, 64° 53′ 06″ O | Hameau                                                                                          |
| Union Settlement,                     | Fundy Albert                                                      | « près de New Ireland »      | Village fantôme                                                                                 |
| Upper Coverdale                       | Salisbury                                                         | 46° 02′ 50″ N, 64° 57′ 24″ O | Hameau                                                                                          |
| Upper Goshen                          | Three Rivers                                                      |                              | Hameau                                                                                          |
| Upper New Horton                      | Fundy Albert                                                      |                              | Regroupé à New Horton                                                                           |
| Upper Salmon River                    | Fundy Albert                                                      |                              | Regroupé à Hastings, un village fantôme faisant désormais partie du parc national de Fundy      |
| Upper Turtle Creek                    | Fundy Albert                                                      | 45° 56′ 22″ N, 64° 52′ 57″ O | Hameau                                                                                          |
| Village-des-Blanchard                 | Fundy Albert                                                      |                              | Hameau principal de l'ancien village de Petitcoudiac                                            |
| Village-des-Dubois                    | Fundy Albert                                                      |                              | Hameau de l'ancien village de Petitcoudiac                                                      |
| Village-des-Lacouline                 | Riverview                                                         |                              | Village détruit durant la bataille de Petitcoudiac (1755)                                       |
| Waterside                             | Fundy Albert                                                      | 45° 38′ 01″ N, 64° 50′ 04″ O | Hameau                                                                                          |
| Weldon,                               | Fundy Albert                                                      | 45° 56′ 48″ N, 64° 40′ 23″ O | Hameau                                                                                          |
| Weldon                                | Fundy Albert                                                      |                              | Ancien nom de Fir Grove, un village fantôme                                                     |
| Wellington,                           | Fundy Albert                                                      |                              | Regroupé à Weldon                                                                               |
| West River                            | Fundy Albert                                                      | 45° 38′ 45″ N, 64° 50′ 43″ O | Hameau                                                                                          |
| West Riverview                        | Riverview                                                         | 46° 03′ 01″ N, 64° 48′ 35″ O | Quartier                                                                                        |
| Wilson                                | Three Rivers                                                      |                              | Village fantôme                                                                                 |
| Wolf Lake Settlement                  | Three Rivers                                                      | « près de Roxburgh »         | Village fantôme                                                                                 |
| Woodworth                             | Fundy Albert                                                      |                              | Semble être un ancien nom d'Albert Mines                                                        |
| Woodworth Settlement                  | Fundy Albert                                                      |                              | Village fantôme                                                                                 |
| Wrights Mill                          | Salisbury                                                         |                              | Regroupé à Colpitts Settlement                                                                  |